# Gustavo Szczygielski
Gustavo Szczygielski (Montevideo, 28 settembre 1967) è un ex cestista uruguaiano.

## Carriera
Ha partecipato al Campionato del mondo 1986, segnando 22 punti in 4 partite.